# Curriea spathicauda
Curriea spathicauda är en stekelart som beskrevs av Brandt 2000. Curriea spathicauda ingår i släktet Curriea och familjen bracksteklar. Inga underarter finns listade i Catalogue of Life.